# Torrenticola oblongata
Torrenticola oblongata är en kvalsterart som först beskrevs av Marshall 1943.  Torrenticola oblongata ingår i släktet Torrenticola och familjen Torrenticolidae. Inga underarter finns listade i Catalogue of Life.